# Lasiopleura grisea
Lasiopleura grisea är en tvåvingeart som beskrevs av Malloch 1934. Lasiopleura grisea ingår i släktet Lasiopleura och familjen fritflugor. Inga underarter finns listade i Catalogue of Life.